# Багораз
Багораз — персидский вельможа, живший в V веке до н. э.

## Биография
В 424 году до н. э. в один день, по сообщению Ктесия, скончались Артаксеркс I и его единственная законная жена Дамаспия, что вряд ли было случайным. Их сын Ксеркс II, вступивший на трон, поручил Багоразу, «самому влиятельному придворному», перевезти тела родителей в Персию.
Однако через короткое время Ксеркс пал жертвой заговора, организованного его единокровным братом Секудианом, рождённым от наложницы Артаксеркса Алогуны. Тело Ксеркса было отправлено для погребения на той же упряжке, где уже лежал гроб его отца. Ранее мулы «отказались тащить её, как будто ждали появления сына», а теперь «отправились в путь с большой охотой».
Вскоре новый правитель отдал приказ казнить вернувшегося Багораза «под предлогом того, что тот покинул без разрешения тело его отца». По замечанию П. Брианта, именно официальный наследник престола был обязан организовать ритуальные церемонии для скончавшегося царя. Так как между сыновьями Артаксеркса существовала вражда, то в оставлении Багоразом тела до погребения Секудиан усмотрел сомнение в своей легитимности, что и вызвало его жёсткую реакцию.
Смерть Багораза породило большое возмущение в армии, хотя по распоряжению Секудиана воинам были обещаны щедрые подарки.
Преемником Багораза стал приближённый Секудиана Меностан, бывший, по замечанию Альберта Олмстеда, соперником Багораза.